# Fuluälven
Fuluälven este o arie protejată (arie specială de conservare — SAC, sit de importanță comunitară — SCI) din Suedia întinsă pe o suprafață de 262,4 ha, integral pe uscat.

## Localizare
Centrul sitului Fuluälven este situat la coordonatele 61°29′44″N 12°58′53″E / 61.4955°N 12.9813°E.

## Înființare
Situl Fuluälven a fost declarat sit de importanță comunitară în ianuarie 2002 pentru a proteja 2 specii de animale. Situl a fost protejat și ca arie specială de conservare în decembrie 2009.

## Biodiversitate
Situată în ecoregiunea boreală, aria protejată conține 4 habitate naturale: Râuri naturale fino-scandinave, Lacuri și iazuri distrofice naturale, Pajiști aluvionare boreale nordice, Cursuri de apă de la nivel de câmpie la nivel montan, cu vegetație Ranunculion fluitantis și Callitricho-Batrachion.
La baza desemnării sitului se află mai multe specii protejate:
- mamifere (1): vidră de râu (Lutra lutra)
- nevertebrate (1): Margaritifera margaritifera